# Пельґжимово (Браневський повіт)
Пельґжимово (пол. Pielgrzymowo, нім. Pilgramsdorf) — село в Польщі, у гміні Плоскіня Браневського повіту Вармінсько-Мазурського воєводства.
Населення — 46 осіб (2011).
У 1975-1998 роках село належало до Ельблонзького воєводства.

## Демографія
Демографічна структура станом на 31 березня 2011 року:
|          | Загалом | Допрацездатний вік | Працездатний вік | Постпрацездатний вік |
| -------- | ------- | ------------------ | ---------------- | -------------------- |
| Чоловіки | 26      | 8                  | 17               | 1                    |
| Жінки    | 20      | 8                  | 9                | 3                    |
| Разом    | 46      | 16                 | 26               | 4                    |